# Davit Chakvetadze
Davit Gochaevich Chakvetadze (em russo:  Давит Гочаевич Чакветадзе; Kutaisi, 18 de outubro de 1992) é um lutador de estilo greco-romana russo de origem georgiana, campeão olímpico.

## Carreira
Chakvetadze competiu na Rio 2016, na qual conquistou a medalha de ouro, na categoria até 85 kg.